# Maxine Parker
Maxine Charlize Parker (14 de junio de 2002) es una deportista estadounidense que compite en natación. Ganó tres medallas en el Campeonato Mundial Junior de Natación de 2019, oro en 4 × 100 m libre y 4 × 100 m libre mixto y plata en 50 m libre.
Estudió Estadística Aplicada en la Universidad de Virginia.